# Ostend Challenger 1997
L'Ostend Challenger 1997 è stato un torneo di tennis facente parte della categoria ATP Challenger Series nell'ambito dell'ATP Challenger Series 1997. Il torneo si è giocato a Ostenda in Belgio dal 21 al 27 luglio 1997 su campi in terra rossa.

## Vincitori

### Singolare
Jordi Burillo ha battuto in finale  Álex Calatrava con il punteggio di 7–6, 3–6, 7–5

### Doppio
Kris Goossens /  Tom Vanhoudt hanno battuto in finale  Tarik Benhabiles /  Julien Boutter con il punteggio di 3–6, 6–4, 6–0